# جائزة فرنسا الكبرى 1922
جائزة فرنسا الكبرى 1922 هو سباق فورمولا 1 أقيم بتاريخ 16 يوليو 1922 في ستراسبورغ.